# Natrix
Natrix es un género de serpientes de la familia Colubridae que incluye seis especies de culebras. Se distribuyen por Eurasia y África del Norte.

## Especies
De las siguientes seis especies, cinco se reconocen como válidas y una está en disputa:
- Culebra de collar (Natrix natrix) (Linnaeus, 1758)
- Culebra de agua viperina (Natrix maura) (Linnaeus, 1758)
- Serpiente de dados (Natrix tessellata) ( Laurenti , 1768)
- Culebra barrada (Natrix helvetica) ( Lacépède , 1789)
- Culebra de collar mediterránea (Natrix astreptophora) (Seoane, 1885)
- Serpiente de agua de cabeza grande (Natrix megalocephala) (Orlov y B. Tuniyev , 1987)